# Distrito electoral federal 7 de Tamaulipas
El VII Distrito Electoral Federal de Tamaulipas es uno de los 300 Distritos Electorales en los que se encuentra dividido el territorio de México y uno de los 9 en los que se divide el estado de Tamaulipas. Su cabecera es Ciudad Madero.
Está formado por los municipios de Altamira y Ciudad Madero.

## Diputados por el distrito
- LV Legislatura
  - (1991 - 1994): Manuel Muñoz Rocha (PRI)
- LVI Legislatura
  - (1994 - 1997): María Eloísa Villanueva Rodríguez (PRD)
- LVII Legislatura
  - (1997 - 2000): Joaquín Hernández Correa (PRD)
- LVIII Legislatura
  - (2000 - 2003): Gustavo González Balderas (PRI)
- LIX Legislatura
  - (2003 - 2006): Gonzálo Alemán Migliolo (PRI)
- LX Legislatura
  - (2006 - 2009): Beatriz Collado Lara (PAN)
- LXI Legislatura
  - (2009 - 2012): Francisco Javier Gil Ortiz (PRI)
- LXII Legislatura
  - (2012 - 2015): Marcelina Orta Coronado (PAN)
- LXIII Legislatura
  - (2015 - 2018):

## Candidato por el distrito a la LXIII Legislatura
|  | Partido Acción Nacional              |  | Silvia Leticia Cacho Tamez   |
|  | Partido Revolucionario Institucional |  | Esdras Romero Vega           |
|  | Partido de la Revolución Democrática |  | Cuitlahuac Ortega Maldonado  |
|  | Partido del Trabajo                  |  | Concepción Moreno Meza       |
|  | Partido Verde Ecologista de México   |  | Melva E. Solis Gutierrez     |
|  | Partido Nueva Alianza                |  | Martha Flores Reyes          |
|  | Movimiento Ciudadano                 |  | Jorge Luis González Rosalez  |
|  | MORENA                               |  | Erasmo González Robledo      |
|  | Partido Humanista                    |  | Norma A. Narvaez Palomares   |
|  | Partido Encuentro Social             |  | Jesus Mancilla Catete        |
|  | Candidato Independiente              |  | Manuel H. Santillán Martínez |

## Resultados electorales

### 2009
|  | Partido Acción Nacional                        |  | Lorelí Mendoza Medellín      |
|  | Partido Revolucionario Institucional           |  | Francisco Javier Gil Ortiz   |
|  | Partido de la Revolución Democrática           |  | Faustino López Vargas        |
|  | Coalición Salvemos a México (PT, Convergencia) |  | Pedro Zaleta Alonso          |
|  | Partido Verde Ecologista de México             |  | María Elena López García     |
|  | Partido Nueva Alianza                          |  | Oscar Martín Ramos Salinas   |
|  | Partido Socialdemócrata                        |  | David Alfredo Anaya Mosqueda |